# Euxesta atripes
Euxesta atripes är en tvåvingeart som beskrevs av Friedrich Hermann Loew 1868.
Euxesta atripes ingår i släktet Euxesta och familjen fläckflugor. Inga underarter finns listade i Catalogue of Life.